# Michailow (Stadt)
Michailow (russisch Михайлов) ist eine russische Stadt mit 11.784 Einwohnern (Stand 14. Oktober 2010), gelegen im Südwesten der Oblast Rjasan am Oka-Nebenfluss Pronja und an der Europastraße 119.

## Geschichte

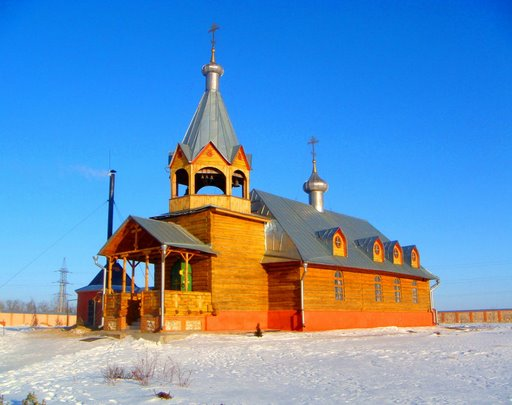
Kirche Mariä Schutz und Fürbitte

Die Stadt ist im Jahre 1137 in einer altrussischen Chronik erstmals urkundlich erwähnt. 1238 wurde die damals größte Stadt an der Pronja Isheslawl von den Mongolen zerstört und kaum wiederaufgebaut. So gelang es der Stadt Michailow im 14. Jahrhundert die Vormachtstellung in der Oberpronja-Region zu nehmen. Sie wurde im 16. Jahrhundert zu einer bedeutenden Zitadelle im russischen Süden, als hier Zar Iwan der Vierte das neue Kastell 1546 neu errichten ließ. Die große Bedeutung der Festung für ganz Russland bewies sich in den beiden polnischen Belagerungen 1610 und 1618, die erfolglos blieben. Erst nach 1710 verlor die Stadt ihre militärische Bedeutung und die Festung wurde gegen Ende des 18. Jahrhunderts endgültig abgerissen.
Heute ist Michailow eine Kreisstadt im Gebiet Rjasan im Ländereck zwischen drei Regionen. Das Michailower Gewebe, das in der Stadt seit dem Mittelalter bekannt ist, ist heute zu einem Symbol der Stadt geworden und wird in nahezu jedem Artikel über die Stadt abgebildet.

### Bevölkerungsentwicklung
| Jahr | Einwohner |
| ---- | --------- |
| 1897 | 9.162     |
| 1939 | 6.538     |
| 1959 | 7.693     |
| 1970 | 14.198    |
| 1979 | 14.158    |
| 1989 | 15.302    |
| 2002 | 13.295    |
| 2010 | 11.784    |

Anmerkung: Volkszählungsdaten

## Bauwerke
In der Altstadt sind einige bedeutende Kirchen erhalten geblieben, z. B. das Mariä-Entschlafens-Kloster (umgangssprachlich Monastyrjok genannt) aus dem Jahre 1756. Das älteste Steingebäude überhaupt ist die so genannte „Schatzkammer“ aus dem Jahre 1663. Bekannt sind auch die Bantle-Brücke über die Pronja (1900) sowie das  ebenfalls von Anton Bantle entworfene Ujesd-Semstwo-Gebäude aus dem Jahre 1912, in dem heute die Stadtverwaltung untergebracht ist.

## Persönlichkeiten
- Jakow Grigorjewitsch Schilinski (1853–1918), General der Kavallerie, Generalstabschef (1911–1914)
- Gawriil Michailowitsch Maslennikow (1871–1937), Priester und Heiliger der Russisch-Orthodoxen Kirche
- Iwan Wassiljewitsch Nowopokrowski (1880–1951), Botaniker
- Lidija Alexandrowna Iljina (1915–1994), Künstlerin
- Iwan Wassiljewitsch Tschelzow (1928–1978), Kirchenhistoriker
- Boris Michailowitsch Issajew (1935–2004), Politiker
- Boris Grigorjewitsch Suschkow (1941–1997), Mathematiker